# Хоу Цзин

Хоу Цзин

Хоу Цзин (кит. упр. 侯景, пиньинь Hóu Jǐng, палл. Хоу Цзин; умер в 552), псевдоним Ваньцзин (萬景) — военачальник Восточной Вэй, поднявший восстание, который стал вести многостороннюю войну против Вэй и Лян, многократно меняя позиции и вступая против своих прежних союзников. Хоу Цзин смог осадить столицу Лян, а потом занять ей в 549 и распоряжаться страной до 552 года, меняя несколько раз императоров, а потом провозгласив себя императором новой династии Хань. Хоу Цзин не смог продержаться долго на троне, и был свергнут в результате восстания.

## Восстание Хоу Цзина547 года
В 547 году умер император Восточной Вэй Гао Хуань, на трон взошёл его сын Гао Чэн. Хоу Цзин поднял мятеж, так как он был недоволен новым императором. Он контролировал 13 провинций, и решил для поддержки своего мятежа отдать четыре провинции Западной Вэй, а девять провинций — государству Лян.
Лянский император У-ди поначалу хотел отказаться, но Чжу И убедил его согласиться. Хоу был пожалован титул принца и дарована власть над девятью провинциями.
Хоу Цзин благодаря помощи Лян и Западной Вэй поначалу выдерживал атаки Восточной Вэй.

## Война против Западной Вэй
После того, как Ювэнь потребовал у Хоу Цзина явиться в столицу Чанъань и поприветствовать западного императора Вэнь-ди, Хоу Цзин неожиданно повернул войска против своих западных союзников.
В то время У-ди также держал наготове большую армию, готовую напасть на Западную Вэй, во главе которой стоял его племянник Сяо Юаньмин. У-ди отдал приказ Сяо Юаньмину продвинуться в горы Ханьшань (寒山), и около Пэнчэна построить дамбу на реке Сышуй(泗水), чтобы атаковать Пэнчэн. Генерал Ян Кань(羊侃) успешно построил дамбу, готовый атаковать Пэнчэн, и ожидая приказа Сяо Юаньмина, однако тот стал медлить и сомневаться. За это время Западная Вэй успела собрать армию во главе с Мужун Шаоцзуном (慕容紹宗), которая направилась в Ханьшань. Ян Кань снова стал требовать от Сяо Юаньмина приказа начать атаку, но тот всё не решался. Когда армии встретились, сначала лянские войска одерживали победы, но вэйцы организовали мощную контратаку, почти уничтожив лянскую армию. Сяо Юаньмин был взят в плен вместе со многими офицерами.
Одержав победу, Мужун направился против войск Хоу Цзина, встретив его войска в Муяне (渦陽, сейчас в Бочжоу, Аньхой). Первоначально Хоу одержал победу, Мужун бежал, но перегруппировался и перерезал пути снабжения провиантом войск Хоу Цзина. Весной 548 войска Хоу резко ослабли.

## Занятие области Шоуян у государства Лян
Хоу Цзин направился в Шоуян, где его приветствовал губернатор Вэй Ань (韋黯) провинции Южной Ючжоу (南豫州, центральная часть Аньхой). Неожиданно Хоу занял с войсками Шоуян и послал извинения императору У-ди. У-ди, не желая принуждать его покинуть Шоуян, назначил его губернатором провинции Южной Ючжоу.

## Мятеж против Лян
Император Восточной Вэй Гао Чэн стал постепенно возвращать себе девять провинций, переданных Хоу Цзином государству Лян, и предложил У-ди мирное соглашение, предлагая также возврат Сяо Юаньмина и родственников Хоу. Хоу Цзин выступал против мира, не доверяя намерениям Гао Чэна и гарантиям У-ди. У-ди пошёл на переговоры, послав также послов чтобы принести соболезнования по поводу смерти предыдущего императора Гао Хуаня. Тогда Хоу Цзин решил проверить намерения У-ди и подделал письмо от Гао Чэна, предлагая обменять Сяо Юаньмина на самого Хоу Цзина. У-ди ответил «Если Вы возвратите Сяо Юаньмина утром, то я возвращу Хоу Цзина вечером». Хоу был оскорблен. Хоу тогда предложил Сяо Чэндэ поддержать его как нового императора, и тот согласился. Племянник императора У, Сяо Фань (蕭範) предложил напасть на Хоу, ожидая бунта, но Чжу И отговорил от этого, и У-ди воздержался от атаки. Летом 548 Хоу Цзин наконец поднял восстание, утверждая, что его цель состоит в том, чтобы очистить страну от четырёх злых чиновников — Чжу И, Сю Линя (徐麟), Лу Яня (陸驗), и Чжоу Шичжэня (周石珍) — коррумпированных чиновников, непопулярных в народе.
У-ди поначалу не воспринимал мятеж серьёзно, и сказал «Я сломаю три ветки и убью ими Хоу Цзина.» Он поручил своему сыну Сяо Гуаню (蕭綸) повести четыре подразденения на Шоуян, чтобы окружить Хоу Цзина. Однако ещё до того, как Сяо Гуань смог собрать войска воедино, Хоу Цзин решительно направился на столицу Цзянькан, за месяц он переправился через Янцзы и подошёл к столице, застав город врасплох.

## ОсадаЦзянькана
У-ди послал Сяо Чжэндэ (своего племянника, которого он давно усыновил, а потом отнял статус сына и наследника) против врага, но тот встал на сторону Хоу Цзина и стал помогать Хоу. Столица была окружена, и население пригло в панику. У-ди и Сяо Ган собрали гвардию защищать императорский дворец, и поначалу генерал Ян Кань уверенно держал оборону.
Зимой 548 Хоу Цзин объявил Сяо Чжэндэ императором и женился на его дочери. Войска Хоу Цзина стали собирать еду и грабить крестьян и склады, и возник сильный голод.
Войска губернаторов провинций во главе с Сяо Гуанем и Сяо И наконец-то собрали свои силы и прибыли к столице к новому году (549), но потерпели поражение и не смогли снять осаду. Умер генерал Ян Кань и оборона лишилась талантливого полководца.
Силы провинциальных губернаторов стали соединяться, их возглавил губернатор Сычжоу (司州, южный Хэнань) Лю Чжунли (柳仲禮). Поначалу действия Лю были успешными, однако весной Хоу предпринял неожиданную атаку, в результате сражения обе стороны понесли большие потери, генерал Лю был тяжело ранен. После боя Лю стал крайне невыдержаным, он грубил Сяо Гуаню, его войска стали организовывать поборы среди местных жителей подобно Хоу Цзину, и потерял доверие населения.
Войска Хоу Цзина также сильно вымотались, и Хоу Цзин стал вести переговоры о мире, утверждая, что его цель — только четыре провинции к западу от Янцзы, и что он направляется обратно в Шоуян, если ему передадут эти провинции и Сяо Даци (蕭大器) (сына Сяо Гана) в заложники. У-ди согласился, послав однако в заложники не Сяо Даци, а Сяо Дануаня (蕭大款), его младшего брата. Войска немного отошли друг от друга, и армия Хоу Цзина остановилась на отдых. За 15 дней армия собрала организовала сбор провианта. После этого Хоу Цзин решил, вопреки соглашению, снова осадить императорский дворец, но на этот раз генерал Лю не стал действовать. В конце весны 549 дворец заняли войска Хоу Цзина.

## Занятие столицы и обретение власти в Лян
Поначалу Хоу Цзин изображал себя верноподданным У-ди и Сяо Гану, но поместил их под домашний арест. Он издал декрет от имени У-ди, расформировав армию генерала Лю, и Лю подчинился. После этого он снял титул «императора» с Сяо Чжэндэ, который позже с плачем выпрашивал прощение у У-ди.
У-ди при этом отказывался выполнять все требования Хоу Цзина, в частности когда тот требовал определённых назначений высших чиновников. Тогда Хоу Цзин уморил императора голодом летом 549 года.
Сяо Ган был назначен императором Цзянь Вэнь-ди, оставаясь в руках Хоу Цзина.
Хоу Цзин встретил серьёзную оппозицию среди губернаторов провинций. Многие провинции не признавали его назначений и не подчинялись центральной власти. Оппозицию возглавлял Сяо И, ставший позднее императором после свержения Хоу Цзина.
Осенью 551 Хоу Цзин сместил Цзянь Вэнь-ди, назначив императором Сяо Дуна.
Через два с половиной месяца в 551 Сяо Дун был также смещён с трона, и Хоу Цзин объявил себя императором новой династии Хань.

## В качестве императора
Когда он занял трон, губернаторы не признали его права на царство и объединились, подняв восстание.
Зимой 551 он отправил войска под командованием Се Дажэня (謝答仁) атаковать восставших генералов на востоке столицы. Он взял в плен трёх генералов, которые были публично четвертованы весной 552 года. Был также казнён Сяо Фанчжу — сын Сяо И.
Тем не менее войска Сяо И продолжали двигаться в сторону столицы. Навстречу им был послан Хоу Цзыцзянь, который пытался вступить в сражение на воде и проиграл бой. Тогда сам Хоу Цзин пошёл в атаку, но был разбит и пустился в бегство из столицы, взяв с собой двух малых сыновей, пытаясь попасть в армию Се Дажэня.

## Смерть
По дороге он был остановлен отрядом противника, которые разметали отряд его охранников. Хоу Цзин на оставшихся лодках поплыл по Янцзы, бросив в воду сыновей, которые утонули.
Он приказал плыть на остров Мэншань (蒙山), Шаньдун. Пока он спал, его охранники приняли решение повергуть лодку в другую сторону и стали плыть в Цзинкоу (京口, Чжэньцзян, Цзянсу), под контролем Лян. Когда Хоу Цзин проснулся, он стал кричать и требовать плыть обратно, но охранник Ян убил его копьём и доставил его тело в Цзинкоу. Труп наполнили солью и привезли в столицу.
Голова была отправлена в качестве трофея Сяо И, руки — в Северную Ци, а тело было публично изрублено на части.
На престол взошёл Сяо И.